# Henri de la Rochejaquelein

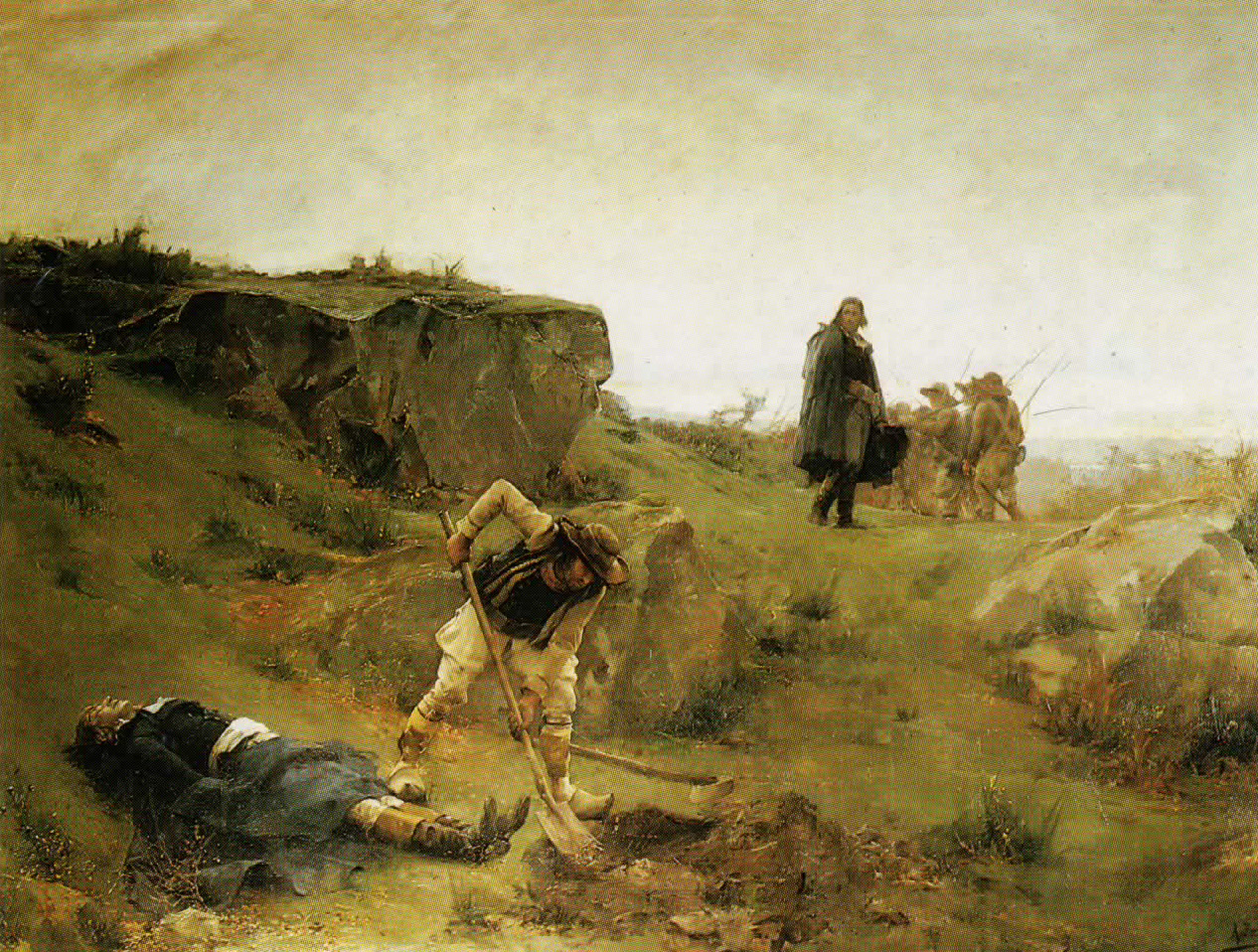
Śmierć Henriego de La Rochejaqueleina, obraz autorstwa Alexandra Blocha

Henri du Vergier de la Rochejaquelein, pseud. Monsieur Henri (ur. 30 sierpnia 1772 w pobliżu Châtillon-sur-Sèvre (dziś Mauléon), zm. 28 stycznia 1794 w Nuaillé) – najmłodszy generał powstańców wandejskich.W roku 1793 odniósł szereg zwycięstw nad rewolucyjnymi wojskami francuskimi. Zginął w trakcie walk w pobliżu miejscowości Nuaillé.

## Życiorys

### Początki działalności
La Rochejaquelein urodził się w  Saint-Aubin-de-Baubigné w pobliżu  Châtillon. Swój chrzest bojowy przeszedł podczas obrony Pałacu w Tuileries podczas powstania z 10 sierpnia 1792, które doprowadziło do obalenia monarchii we Francji. Był wówczas oficerem Gwardii Konstytucyjnej króla Ludwika XVI. Powróciwszy do rodzinnej prowincji, odmówił zgłoszenia się do wojska podczas powszechnego poboru (levée en masse), ogłoszonego po wybuchu wojny rewolucyjnej Francji z pierwszą koalicją. Zamiast tego dołączył do swojego kuzyna  Louis-Marie Josepha Lescure'a w jego posiadłości w Poitou.

### Powstanie
Wkrótce potem La Rochejaquelein i Lescure, wspólnie z Maurice'em d’Elbée i Charles’em de Bonchamps, rozpoczęli walkę przeciwko Republice Francuskiej. Powstanie wybuchło w kwietniu 1793 roku. Wtedy La Rochejaquelein wydał swój słynny rozkaz: Przyjaciele, jeśli pójdę naprzód, podążajcie za mną! Jeśli się wycofam, zabijcie mnie! Jeśli zginę, pomścijcie mnie! (fr. Mes amis, si j'avance, suivez-moi! Si je recule, tuez-moi! Si je meurs, vengez-moi!).
Prowadząc do boju kilka tysięcy wandejskich chłopów, La Rochejaquelein odniósł swoje pierwsze zwycięstwo nad armią republikańską 13 kwietnia. W dniu 3 maja wziął udział w zdobywaniu Bressuire. Później odnosił sukcesy pod Fontenay-le-Comte (25 maja) i Saumur (9 czerwca). W sierpniu, w Luçon La Rochejaquelein dokonał przegrupowania oddziałów wandejskich. Były już bowiem w tak kiepskim stanie, że groziło im rozwiązanie. Następnie we wrześniu odniósł zwycięstwo w bitwie pod Chantonnay. Natomiast w dniu 17 października, po porażce pod Cholet, musiał wycofać się na drugi brzeg Loary.

### Ostatnie miesiące
W dniu 20 października 1793 La Rochejaquelein zastąpił ciężko rannego pod Cholet generała d’Elbée na stanowisku głównodowodzącego Wielkiej Armii Katolickiej i Królewskiej. Jednak jego odwaga nie wystarczyła, by zrekompensować brak doświadczenia oraz zdolności strategicznych. 12 listopada na czele swojej armii wyruszył w kierunku Granville, zajął Avranches. Nie zdołał jednak zdobyć Granville i musiał wycofać się do Angers w celu przekroczenia Loary. Republikańscy dowódcy: François Séverin Marceau, Jean-Baptiste Kléber i François-Joseph Westermann ruszyli w pościg za Wandejczykami, pokonując ich 12 grudnia pod Le Mans i ponownie – lecz z bardziej dotkliwymi skutkami – 23 grudnia pod Savenay. Ewakuując się za Loarę La Rochejaquelein zdołał ocalić resztki swojej armii. Ustąpił ze stanowiska pod presją krytyki ze strony swoich towarzyszy.
Zginął z rąk republikańskiego żołnierza w pobliżu Nuaillé, prowadząc walkę partyzancką przeciwko wojskom rządowym. W chwili śmierci miał 22 lata. Jego brat Louis został w roku 1813 przywódcą wandejskich rojalistów. Był czynnym orędownikiem monarchizmu w okresie stu dni Napoleona. Poległ w bitwie pod Pont-de-Mathis w dniu 4 czerwca 1815.